# Roy Buchanan
Roy Buchanan (ur. 23 września 1939 w Ozark, zm. 14 sierpnia 1988 w Fairfax) – amerykański gitarzysta, muzyk bluesowy, prekursor użycia telecastera w bluesie. W 2003 został sklasyfikowany na 57. miejscu listy 100 najlepszych gitarzystów wszech czasów magazynu Rolling Stone.

## Samobójstwo
W nocy 14 sierpnia 1988, po kłótni z żoną, policja zatrzymała Buchanana pod zarzutem spożywania alkoholu w miejscu publicznym. Nazajutrz rano znaleziono go w celi aresztu martwego, powieszonego na własnej koszuli, przywiązanej do okiennej kraty.

## Dyskografia
- Buch & The Snakestretchers, 1971, BOYA
- Roy Buchanan and the Snakestretchers, 1972, BOYA
- Roy Buchanan, 1972, Polydor
- Second Album, 1973, Polydor
- That's What I Am Here For, 1974, Polydor
- In the Beginning, 1974, Polydor
- Live Stock, 1975, Polydor
- Rescue Me, 1975, Polydor
- Street Called Straight, 1976, Atlantic
- Loading Zone, 1977, Atlantic
- Live in U.S.A. & Holland 77-85 - Silver Shadow CD 9104
- You're Not Alone, 1978, Atlantic
- Live in Japan - 1977 (Rel 1978) Polydor MPF 1105
- My Babe, 1981, AJK
- When a Guitar Plays the Blues, 1985, Alligator
- Live - Charly Blues Legend vol. 9 85-87 - Charly Schallplatten GMBH - CBL 758*
- Dancing on the Edge, 1986, Alligator
- Hot Wires, 1987, Alligator
- Early Years, 1989, Krazy Kat
- Sweet Dreams: The Anthology, 1992, Polydor
- Guitar on Fire: Atlantic Sessions, 1993, Rhino
- Charly Blues Masterworks: Roy Buchanan Live, 1999, RedX entertainment
- Deluxe Edition: Roy Buchanan, 2001, Alligator
- 20th Century Masters: The Millennium Collection: Best Of Roy Buchanan, 2002, Polydor
- American Axe: Live In 1974 [Live], 2003, Powerhouse Records